# 大須村 (福島県)
大須村（おおすむら）は、昭和17年（1942年）まで福島県相馬郡西部にあった村。現在の飯舘村大倉・佐須にあたる。

## 地理
- 河川：真野川
- 山岳：羽山、彦四郎山

## 歴史
- 明治22年（1889年）4月1日 - 町村制施行にともない、大倉村と佐須村が合併して行方郡大須村が発足。新舘村と組合村を形成。
- 明治29年（1896年）4月1日 - 行方郡と宇多郡が合併して相馬郡が発足。相馬郡大須村となる。
- 昭和17年（1942年）4月1日 - 新舘村と合併し、大舘村となる。

## 行政
- 歴代村長

新舘・大須組合村長